# Wollochet
Wollochet – jednostka osadnicza w Stanach Zjednoczonych, w stanie Waszyngton, w hrabstwie Pierce.